# Concordiaplatz (Wien)
Der Concordiaplatz befindet sich im 1. Wiener Gemeindebezirk Innere Stadt. Er wurde 1880 angelegt und nach dem Schriftstellerverein Concordia benannt, der in der nahegelegenen Werdertorgasse seinen Sitz hatte.

## Geschichte
Im Mittelalter erstreckte sich schräg über den heutigen Concordiaplatz die Ringmauer der Wiener Stadtbefestigung mit dem Werdertor und dem Turm auf der Goldsmit. Bei der Neugestaltung der Wiener Stadtmauer wurde an dieser Stelle 1558–1561 das Arsenal errichtet. Stadtseitig der einstigen Ringmauer bestand eine Häuserzeile, die etwa vom Salzgries über die heutigen Parzellen Concordiaplatz 4 und 5 bis zur einstigen Einmündung des Tiefen Grabens reichte. Für sie sind die Namen Beim Werdertor (1371), Niederhalb Unserer Frauen Stiegen (1378), Bei dem Wernertor (1563–1587), Bei dem Werner- oder Neuen Tor (1642) und Bei dem Neuen Tor (1664) belegt. Danach rechnete man diesen Abschnitt zum Tiefen Graben, bis die Häuser zugleich mit der Demolierung des Arsenals 1873–1875 verschwanden. Die gewonnene Fläche wurde neu parzelliert und 1880 der Concordiaplatz angelegt.

## Lage und Charakteristik

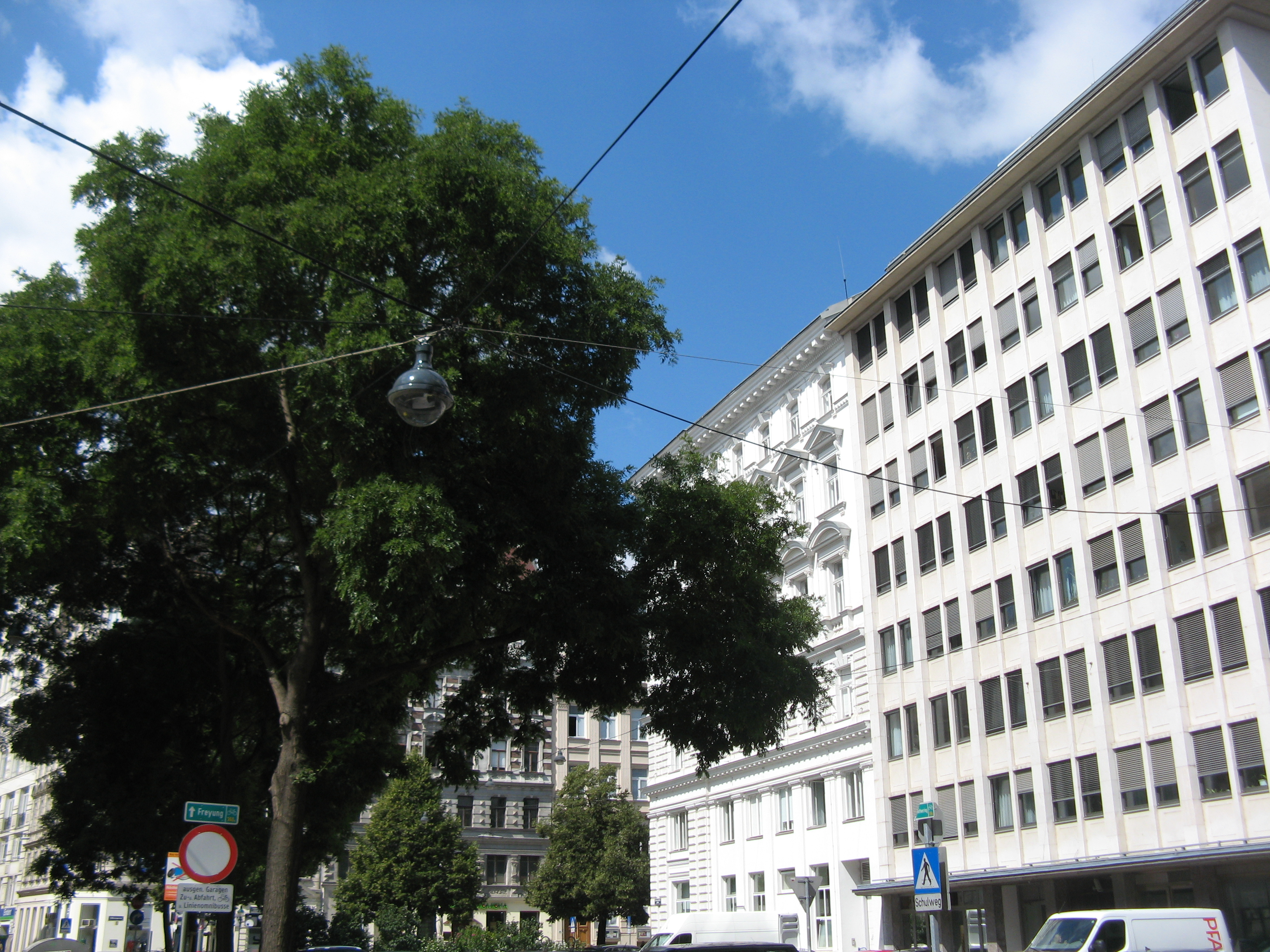
Concordiaplatz gegen Südosten gesehen

Der rechteckige Concordiaplatz liegt unterhalb der Kirche Maria am Gestade und der Stiege Am Gestade zwischen der Börsegasse im Südwesten und der Neutorgasse im Nordosten. Sein größter Teil wird als Parkplatz für Autos genutzt (Zufahrt von der Neutorgasse); durch eine Baumreihe wird er von einem straßenartigen Bereich abgegrenzt, der aber nur von Linienautobussen und Fahrrädern befahren werden darf. Auch zur Börsegasse trennt ein Grünstreifen den Parkplatz optisch ab.
Über den Concordiaplatz verkehrt die Autobuslinie 2A, die in diesem Bereich auch eine Haltestelle namens Tiefer Graben besitzt, während die Autobuslinie 3A den Concordiaplatz nur berührt. Deren Haltestelle am Beginn des Salzgries trägt die Bezeichnung Concordiaplatz.
Die ursprüngliche historistische Verbauung wurde durch die Einwirkungen des Zweiten Weltkriegs weitgehend zerstört. Die Hälfte der Häuser am Concordiaplatz stammt daher aus der Nachkriegszeit. Zusammen mit der Nutzung als Parkplatz erweckt der Concordiaplatz einen sehr heterogenen Eindruck. Für Fußgänger ist er wenig einladend.

## Bauwerke

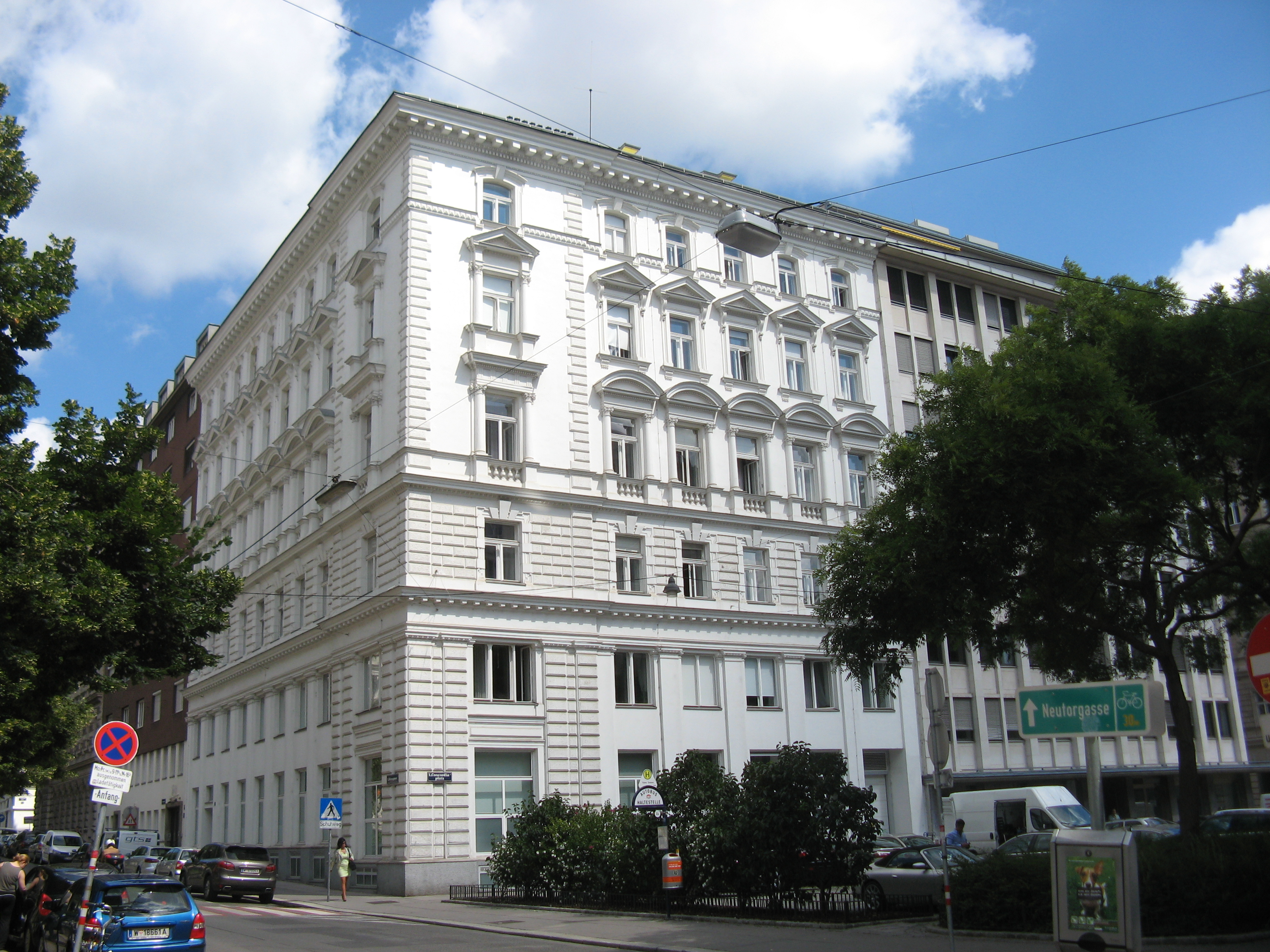
Concordiaplatz 1 (1880–1881) von Wilhelm Stiassny

### Nr. 1: Miethaus
Das 1880–1881 von Wilhelm Stiassny errichtete historistische Gebäude liegt an der Ecke zur Börsegasse und wurde nach dem Krieg mit vereinfachter Fassade wiederaufgebaut. Es besitzt einen ortsteingequaderten Eckrisalit sowie Ädikulafenster. Heute sind Dienststellen des Bildungsministeriums hier untergebracht. In den 1880er Jahren wohnte hier Stefan Zweig als Kind mit seinen Eltern.

### Nr. 2: Amtshaus
Das Gebäude an der Ecke zur Neutorgasse wurde 1953 von Hans Muttone und Friedrich Novotny errichtet. Hier befinden sich Amtsräume sowie ein Ausstellungsraum des Bundeskanzleramts.

### Nr. 3: Eckhaus

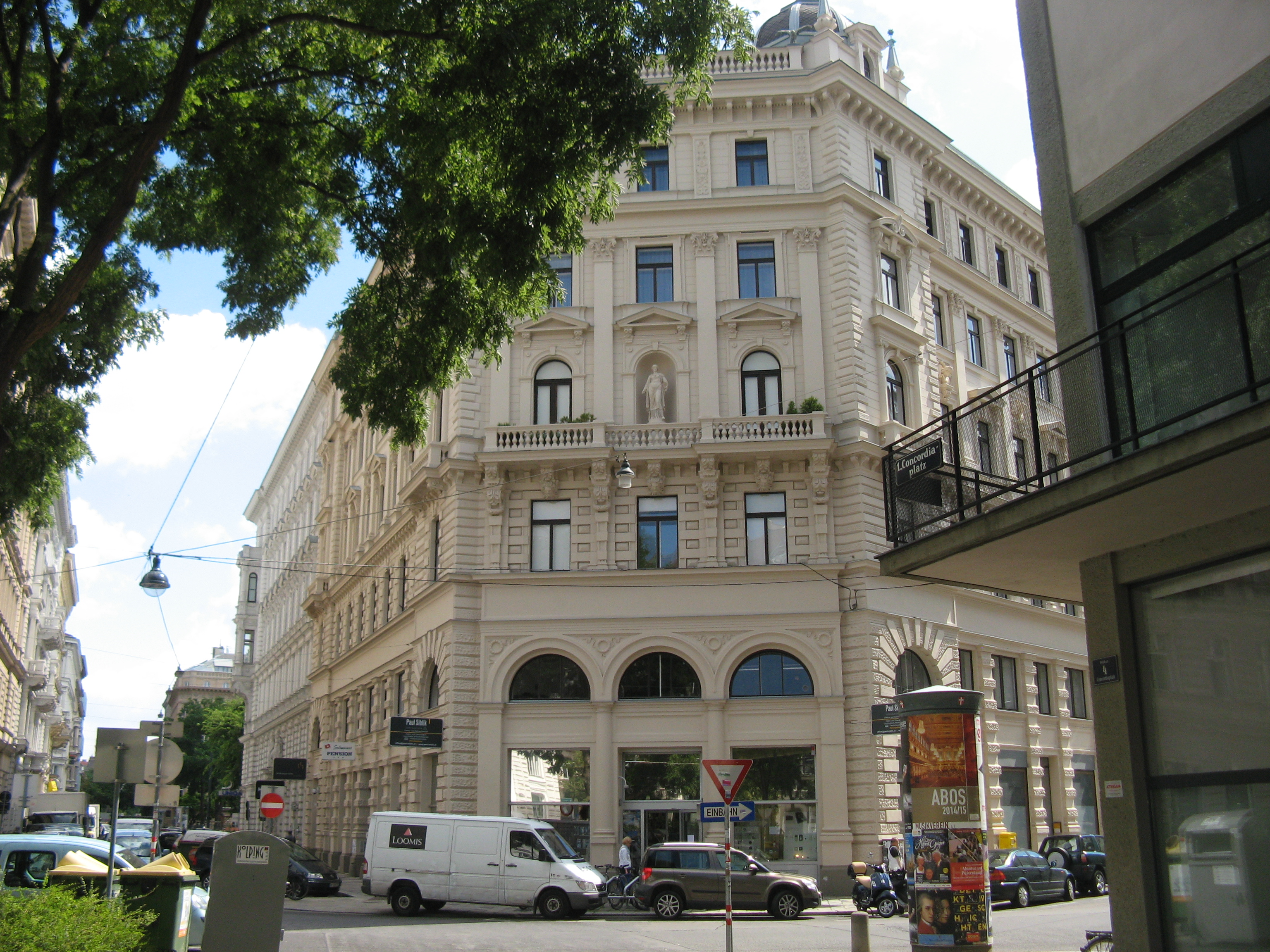
Concordiaplatz 3 (1881)

Das spitzwinkelige Eckhaus zwischen Heinrichsgasse, Concordiaplatz und Salzgries bildet einen markanten Blickfang. Es wurde 1881 von Heinrich Claus und Joseph Gross erbaut. Besonders betont wurde von den Architekten die abgeschrägte Ecke des Hauses zum Concordiaplatz. Sie gliedert sich in zweigeschoßige Arkaden und ein gebändertes Obergeschoß, über dem sich auf Konsolen ein Balkon erhebt. Darüber befinden sich korinthische Riesenpilaster, zwischen denen Giebelfenster und eine Figurennische zu sehen sind. Auf der Attikabalustrade finden sich vier große Adler und Eckkuppeln mit Obelisken.

### Nr. 4, 5: Concordiahof
Der Concordiahof bildet einen ganzen Häuserblock zwischen Concordiaplatz, Salzgries, Marienstiege, Passauer Platz und Am Gestade. Er wurde 1952 von den Architekten Max Fellerer, Eugen Wörle, Felix Hasenörl und Bruno Doskar errichtet. Auf der Seite zum Concordiaplatz befindet sich eine Parkgarage.
Das Gebäude liegt an der Hauptadresse Passauer Platz 5.